# Ruta del Maule
Ruta Maule-Ñuble, también llamada Autopista Talca-Chillán, es la denominación de la autopista chilena que recorre la carretera Panamericana desde el km 219 en la región del Maule hasta el km 413 de la misma en el acceso norte de la Autopista del Itata, en la región de Ñuble. 
Corresponde a la concesión de obra pública Survías Maule-Ñuble S.A., empresa subsidiada de China Railway Construction Corporation.

## Ruta Maule-Ñuble

### Sectores en la autopista
- Camarico - Nebuco 192,64 km de doble calzada.
- By Pass Chillán: 11 km de doble calzada.

### Enlaces
- Ruta del Maipo
- kilómetro 222 Camarico - Cumpeo
- kilómetro 237 San Rafael - Villa Prat - La Huerta.
- kilómetro 237 Carabineros de Chile (Tenencia de Carreteras Talca).
- kilómetro 242 Alto Pangue - Panguilemito - Soledad Marisel.
- kilómetro 245 Pelarco - Panguilemo.
- kilómetro 249 Acceso norte a Talca (Lircay).
- kilómetro 251 Acceso a Talca (Parque Industrial).
- kilómetro 252 Acceso central a Talca (2 Norte).
- kilómetro 253 Acceso central a Talca (Varoli).
- kilómetro 253 Acceso a Talca (8 Sur).
- kilómetro 254 Acceso a Talca (Piduco).
- kilómetro 255 Acceso sur a Talca (El Tabaco).
- kilómetro 260 Unihue - Duao.
- kilómetro 264 Maule - Duao.
- kilómetro 269 Bobadilla - Piloto Pardo - Colbún.
- kilómetro 271 Acceso norte a San Javier.
- kilómetro 273 Acceso central a San Javier.
- kilómetro 277 Ruta Los Conquistadores - Constitución.

- kilómetro 284 Villa Alegre - Huaraculén.
- kilómetro 291 Putagán - Yerbas Buenas.
- kilómetro 296 Carabineros de Chile (Tenencia de Carreteras Linares).
- kilómetro 301 Linares - Palmilla.
- kilómetro 310 Miraflores - Mesamávida.
- kilómetro 316 Longaví.
- kilómetro 328 Retiro.
- kilómetro 334 Copihue.
- kilómetro 338 Acceso norte a Parral - Bullileo - La Balsa.
- kilómetro 341 Acceso sur a Parral - Termas de Catillo - Cauquenes - Chanco.
- kilómetro 350 Talquita - Las Tinajas - Perquilauquén.
- kilómetro 356 San Gregorio.
- kilómetro 360 Las Rosas.
- kilómetro 366 Tiuquilemu - Virgüín.
- kilómetro 375 Acceso norte a San Carlos - Buli - San Fabián.
- kilómetro 378 Acceso sur a San Carlos - San Fabián.
- kilómetro 385 Monteblanco.
- kilómetro 392 Cocharcas - San Nicolás - Quirihue.
- kilómetro 394 Carabineros de Chile (Tenencia de Carreteras Ñuble).
- kilómetro 396 Acceso a Chillán.
- kilómetro 406 Chillán - Coihueco.
- kilómetro 407 Acceso a Chillán Viejo.
- kilómetro 412 Nebuco - Rucapequén.
- kilómetro 413 Autopista del Itata (enlace Pablo Neruda).
- Ruta Sur Chillán-Collipulli

### Plazas de peaje
- kilómetro 220 Troncal Río Claro.
- kilómetro 260 Lateral Unihue.
- kilómetro 264 Lateral Maule.
- kilómetro 269 Lateral Bobadilla.
- kilómetro 271 Lateral San Javier Norte.
- kilómetro 273 Lateral San Javier Centro.
- kilómetro 277 Lateral Constitución.
- kilómetro 284 Lateral Villa Alegre.
- kilómetro 301 Lateral Linares.
- kilómetro 323 Troncal Retiro.
- kilómetro 341 Lateral Parral.
- kilómetro 375 Lateral San Carlos Norte.
- kilómetro 378 Lateral San Carlos Sur.
- kilómetro 392 Lateral Cocharcas.
- kilómetro 396 Lateral Chillán Norte.
- kilómetro 407 Lateral Chillán Sur.

### Estaciones de servicio en la autopista
- kilómetro 236 Área de Servicio Pronto Copec San Rafael.
- kilómetro 238 Área de Servicio Shell Upa San Rafael.
- kilómetro 245 Área de Servicio Punto Copec Panguilemo.
- kilómetro 249 Área de Servicio Shell Upita Lircay.
- kilómetro 254 Área de Servicio Shell Upita Talca.
- kilómetro 265 Área de Servicio Pronto Copec Maule.
- kilómetro 278 Área de Servicio Pronto Copec San Javier.
- kilómetro 300 Área de Servicio Petrobras Spacio 1 Linares.
- kilómetro 338 Área de Servicio Pronto Kiosco Copec Parral.
- kilómetro 338 Área de Servicio Aramco Parral. (oriente).
- kilómetro 344 Área de Servicio Shell Upita Parral (poniente).
- kilómetro 376 Área de Servicio Shell San Carlos.
- kilómetro 377 Área de Servicio Copec San Carlos.
- kilómetro 383 Área de Servicio Pronto Copec San Carlos (oriente).
- kilómetro 386 Área de Servicio Aramco Monteblanco.
- kilómetro 398 Área de Servicio Shell Chillán.
- kilómetro 409 Área de Servicio Shell Upa Chillán Viejo (poniente)
- kilómetro 409,7 Área de Servicio Pronto Copec Chillán Viejo (oriente)
- kilómetro 410 Área de Servicio Pronto Copec Chillán Viejo (poniente)